# Сент-Круа (индейская резервация)
Сент-Круа (англ.  St. Croix Indian Reservation) — индейская резервация алгонкиноязычного народа оджибве, расположенная в северо-западной части штата Висконсин, США.

## История
В 1837 году агенты Соединённых Штатов разослали сообщение, призывающее различные группы оджибве из Висконсина и Миннесоты на совет по заключению договора в форте Снеллинг. Правительство США хотело договориться о покупке всех земель в долинах рек Висконсин, Чиппева и Сент-Круа, на которых рос большой сосновый лес. Оджибве утверждали, что только группы, которые жили или охотились на продаваемой земле, должны принимать решение. Тем не менее, представителей различных групп, которые жили за пределами продаваемого района, убедили подписать договор. Лидеры основных групп Северного Висконсина прибыли поздно, а некоторые, так и не участвовали в совете. Таким образом, группа оджибве сент-круа долгое время не имела своей резервации.
Племя сент-круа-чиппева получило федеральное признание и резервацию в соответствии с Законом о реорганизации индейцев лишь в 1938 году.

## География
Сент-Круа состоит из небольших разрозненных участков земли, самый крупный из которых, находится на берегу озера Биг-Раунд. Общины резервации разбросаны и расстояние между любыми двумя из них составляет не менее 80 км. Пять основных общин: Сэнд-Лейк, Данбери, Раунд-Лейк, Мейпл-Плейн и Гаслин. Резервация включает часть округов Бёрнетт, Баррон и Полк. Общая площадь Сент-Круа, включая трастовые земли (1,596 км²), составляет 9,859 км², из них 9,599 км² приходится на сушу и 0,26 км² — на воду. Административным центром резервации и штаб-квартирой племени является деревня Уэбстер.

## Демография
По данным федеральной переписи населения 2010 года, в резервации проживало 768 человек. Согласно федеральной переписи населения 2020 года в резервации проживало 765 человек, в том числе 442 в округе Бёрнетт, 185 в округе Полк и 138 в округе Баррон. Насчитывалось 248 домашних хозяйств и 277 жилых домов. Средний доход на одно домашнее хозяйство в индейской резервации составлял 35 750 долларов США. Около 31,3 % всего населения находились за чертой бедности, в том числе 46,6 % тех, кому ещё не исполнилось 18 лет, и 10,7 % старше 65 лет.
Расовый состав распределился следующим образом: белые — 85 чел., афроамериканцы — 2 чел., коренные американцы (индейцы США) — 568 чел., азиаты — 0 чел., океанийцы — 1 чел., представители других рас — 0 чел., представители двух или более рас — 109 человек; испаноязычные или латиноамериканцы любой расы составили 5 человек. Плотность населения составляла 77,59 чел./км².

## Комментарии
1. ↑  Сам населённый пункт не входит в состав резервации, а является лишь штаб-квартирой племени.